# New! Improved!
New! Improved! (Nuevo! Mejorado!) es el tercer álbum de estudio de la banda de rock Blue Cheer, lanzado al mercado en mayo de 1969 por Philips Records. Es el primer disco que se alejó de su fórmula original de un rock pesado y ruidoso para enfocarse hacia un estilo mucho más tradicional y comercial, contando para ello con dos guitarristas diferentes tras la salida de Leigh Stephens, siendo éstos Bruce Stephens (sin relación con el primero) y Randy Holden, el mismo que aparece en el único videoclip de la banda grabado por el programa Beat-Club en 1968 interpretando el sencillo "Summertime Blues".
New! Improved! tiene la particularidad de que sus dos guitarristas colaboradores protagonizan cada uno un lado diferente del álbum, sin haber coincidido en la grabación de las mismas pistas y aportando un estilo marcadamente diferente cada uno, siendo predominante el folk rock y el blues rock en el lado A de la mano de Bruce Stephens, y predominando el rock ácido y el rock psicodélico en el lado B de la mano de Randy Holden. En el relanzamiento extendido de 1994 por Repertoire Records se incluyeron dos temas adicionales cuyo sonido aún reflejaba parcialmente el estilo poco ortodoxo que solía emplear la banda y que fueron lanzados como sencillos por separado en noviembre de 1969 sin haber sido incluidos dentro del lanzamiento original del álbum, los cuales son "All Night Long" y "Fortunes".
Aunque el disco se alejó drásticamente del estilo original de Vincebus Eruptum y Outsideinside, vale la pena mencionar que aun así cuenta con temas que se convirtieron en referentes muy destacados dentro de la música psicodélica, siendo éstos el afable "Peace Of Mind" y el dinámico "Fruit & Iceburgs", ambos compuestos por Randy Holden, además de contar con un cover de la canción "It Takes a Lot to Laugh, It Takes a Train to Cry" de Bob Dylan.
A pesar de que New! Improved! recibió en su momento buenas críticas y alcanzó el puesto #84 en el Billboard 200, carece en gran medida de las habituales composiciones de Dickie Peterson y el cambio de estilo se debió a que el productor "Voco" Kesh fue reemplazado por Milan Melvin, por lo que tantos cambios incluida la salida de Leigh Stephens provocaron que poco después de su publicación el baterista Paul Whaley abandonara también a la banda, y por si las cosas no podían empeorar, Randy Holden, quien en su breve paso por la agrupación había demostrado ser un digno sucesor de Leigh, también abandonó el grupo repentinamente por las mismas razones que su predecesor, por lo que la popularidad de Blue Cheer comenzó a disminuir paulatinamente al perder su identidad original debido a los problemas de estabilidad que la banda empezó a atravesar, tanto musicalmente como en alineación.

## Listado de canciones

### Lado A
| N.º   | Título                                             | Escritor(es)                | Duración |  |
| 1.    | «When It All Gets Old»                             | Ralph Burns Kellogg         | 2:51     |  |
| 2.    | «West Coast Child Of Sunshine»                     | Bruce Stephens              | 2:35     |  |
| 3.    | «I Want My Baby Back»                              | Bruce Stephens              | 3:12     |  |
| 4.    | «Aces 'N' Eights»                                  | Stephens, Peterson, Kellogg | 2:43     |  |
| 5.    | «As Long As I Live»                                | Stephens, Peterson          | 2:18     |  |
| 6.    | «It Takes a Lot to Laugh, It Takes a Train to Cry» | Bob Dylan                   | 3:13     |  |
| 16:52 |                                                    |                             |          |  |

### Lado B
| N.º   | Título               | Escritor(es) | Duración |  |
| 7.    | «Peace Of Mind»      | Randy Holden | 7:17     |  |
| 8.    | «Fruit & Iceburgs»   | Randy Holden | 6:05     |  |
| 9.    | «Honey Butter Lover» | Randy Holden | 1:21     |  |
| 14:43 |                      |              |          |  |

### Bonus tracks, Repertoire Records 1994
| N.º  | Título           | Escritor(es)        | Duración |  |
| 10.  | «All Night Long» | Ralph Burns Kellogg | 2:06     |  |
| 11.  | «Fortunes»       | Dickie Peterson     | 2:20     |  |
| 4:26 |                  |                     |          |  |

## Personal
- Dickie Peterson – Bajo eléctrico, voz, guitarra de doce cuerdas, vibraslap
- Paul Whaley – Batería
- Bruce Stephens – Guitarra eléctrica, coros, ayotl (temas lado A y 10-11)
- Randy Holden – Guitarra eléctrica, coros (temas lado B)

## Otros créditos
Músicos invitados
- Ralph Burns Kellogg – Órgano, piano
- Gene Estes – Percusión (temas lado A)

Arte y diseño
- Greg Irons

Fotografía
- Lloyd Johnson